# کاتلین لاکهارت
کاتلین لاکهارت (انگلیسی: Kathleen Lockhart؛ ۹ اوت ۱۸۹۴ – ۱۸ فوریهٔ ۱۹۷۸) یک هنرپیشه اهل بریتانیا بود.
از فیلم‌ها یا برنامه‌های تلویزیونی که وی در آن نقش داشته است می‌توان به سرود کریسمس، داستان گلن میلر، مأموریت به مسکو و قرارداد شرافتمندانه اشاره کرد.